# Willoughby Hills
Willoughby Hills is een plaats (city) in de Amerikaanse staat Ohio, en valt bestuurlijk gezien onder Lake County.

## Demografie
Bij de volkstelling in 2000 werd het aantal inwoners vastgesteld op 8595.
In 2006 is het aantal inwoners door het United States Census Bureau geschat op 8449, een daling van 146 (-1.7%).

## Geografie
Volgens het United States Census Bureau beslaat de plaats een oppervlakte van
28,1 km², waarvan 27,9 km² land en 0,2 km² water.

## Plaatsen in de nabije omgeving
De onderstaande figuur toont nabijgelegen plaatsen in een straal van 8 km rond Willoughby Hills.